# Симонян, Артуш Владимирович
Артуш Владимирович Симонян (арм. Արտուշ Վլադիմիրի Սիմոնյան; 2 июня 1960, Ереван — 11 ноября 2021) — советский армянский политик, бывший депутат парламента Армении.

## Биография
Родился 2 июня 1960 года в Ереване.
В 1982 г. окончил Ереванский государственный университет по специальности «востоковедение».
Послужной список:
- 1981—1982 — работал в Алжирской Республике военным переводчиком.
- 1982—1984 — старший научный сотрудник Музея литературы и искусства им. Е. Чаренца.
- 1984—1988 — инструктор ЦК ЛКСМА.
- 1988—1996 — заместитель директора Канакерской швейной фабрики.
- 1996—1998 — представитель «Армянских авиалиний» в Москве.
- 1998—2003 — заместитель директора «Армянских авиалиний».
- 2003—2007 — депутат парламента. Член постоянной комиссии по внешним сношениям. Беспартийный.

Смертельно ранен из огнестрельного оружия во дворе своего дома в ночь на 11 ноября 2021 года. Умер в больнице.

## Семья
Был женат, четверо детей.